# アリストクライシ
『アリストクライシ』とは綾里けいしによる日本のライトノベル作品である。イラストはるろお。ファミ通文庫（エンターブレイン）より2013年3月から2014年8月までまで刊行後、綾里による一次創作同人誌として2023年2月に最終巻が刊行された。

## 概要
「穴蔵の悪魔（アリストクライシ）」の美少女エリーゼと、「名前のない化け物（グラウエン）」の青年グラン。
ある雪の日、生き埋めにされたグランをエリーゼが掘り出したことで出会った二人。エリーゼが差し伸べた手を掴んだグラン。共に穴蔵の悪魔を皆殺しにする旅に出るが・・・。儚く哀しいダークファンタジー。

## あらすじ
心を持たない不死身の化け物と呼ばれる「名前のない化け物（グラウエン）」として人々から虐げられた挙句、身に覚えのない村人虐殺の咎で生きたまま埋葬された青年。
そんな彼を掘り出しグランと名付けたのは、エリーゼ・ペローと名乗る「穴蔵の悪魔（アリストクライシ）」という化け物の美少女だった。エリーゼは一族に家族を奪われた復讐を果たす為に旅をしていた。
異種族の化け物であるエリーゼとグラン。出会いと共に旅を始めてから2年の時が経ったある日、二人はある街で穴蔵の悪魔が関与していると推測される事件に遭遇する。

## 用語
穴蔵の悪魔（アリストクライシ）
北部地方の伝説上の存在。悪魔の血族で、悪魔から借りた空間で一族を増やし続けている。人間を深く恨み、快楽や欲望を満たす為に人間を攫ったり残忍に殺害し続けている。
人間を凌駕する身体能力や寿命を持つが、髪や瞳の色以外は外見上人間と大差がない。
名前のない化け物（グラウエン）
南部地方の伝説上の存在で、グラウエンという名の魔術師が死体から作ったとされる化け物。人の心を持たず、全身に縫い目があるのが特徴。傷を負ってもすぐに塞がってしまうという驚異的な治癒力があり、身体を切断して内臓を破壊しても元通りになる為、死ぬ方法は不明。
領地
穴蔵の悪魔が悪魔から借り受けた空間の通称で、人間が認識出来ない異界に存在する。その為、それぞれの穴蔵の悪魔が借りた範囲内の空間は、借主の欲望等を反映した場所へと変化する。その変化後の場所を『領地』と呼ぶ。
賜り物
穴蔵の悪魔が一定の成長後に悪魔から授かる特殊能力。それぞれにふさわしく、望むものが与えられる。その内容は多種多様。
12月の喧騒
エリーゼの両親が穴蔵の悪魔達によって拷問、殺害された事件の名称。

## 登場人物
エリーゼ・ペロー（エレイン・フォン・アリストクライシ）
「穴蔵の悪魔（アリストクライシ）」という化け物の美少女。外見は銀髪に青灰色の瞳、華奢な体格をしている。
性格は我儘なところもあるが、根は真面目で心優しく、文句を言いながらも面倒見の良いところがある。
銃器や剣等の武器が際限なく湧く「領地」と、その領地の物品を自由に出し入れできる「賜り物」を持つ。
穴蔵の悪魔達に家族と記憶を奪われた過去を持ち、復讐の為同族を皆殺しにする旅を続けている。
グラン
自称「名前のない化け物（グラウエン）」の青年。身に覚えのない村人虐殺の咎で生きたまま埋葬されていたが、エリーゼにより掘り出される。グランという名前はエリーゼがつけた。
高い身体能力の持ち主で、エリーゼの戦いをサポートする。基本的に穏やかだが、心がない化け物として生きてきた為、人の心の機微には疎い。「名前のない化け物」である自分を諦めと共に受け入れているせいか、自分を生き埋めにした村人達に対する恨みや怒りはない様子。
ケンジー・ハワード
自称、化け物の研究をしている人間。穴蔵の悪魔が関与する事件に巻き込まれた際にエリーゼ達に助けられる。人懐こくエリーゼ達に付きまとうが、得体の知れないところがある。
ユージーン・フォン・アリストクライシ
「穴蔵の悪魔」で、エリーゼの家族を奪った者達の一人。記憶を奪う「賜り物」を持ち、かつてエリーゼの記憶を奪って娘として育てていた。
グランの大切な人間の姉を殺害した張本人でもある。
ノーマ・ペロー
エリーゼの妹。家族が逃亡生活をする最中、追手である穴蔵の悪魔達から守る為に人間に預けられる。
後に追手の穴蔵の悪魔に見つかり、家族に捨てられたという嘘を信じて苦しむこととなる。
アリシア・フォン・アリストクライシ
「穴蔵の悪魔」で、ユージーンがエリーゼの後に引き取った新しい愛娘。子供のような残酷さを持つ華やかな美少女でエリーゼに執着心を持つ。特殊な形状の断頭斧を自在に操り攻撃をする。

## 既刊一覧
- 綾里けいし（著）・るろお（イラスト）、エンターブレイン〈ファミ通文庫〉（3巻まで）・同人誌（4巻のみ）、全4巻
  - 『アリストクライシI for Elise』、2013年3月30日発売[1]、ISBN 978-4-04-728797-6
  - 『アリストクライシII Dear Queen』、2013年11月30日発売[2]、ISBN 978-4-04-729211-6
  - 『アリストクライシIII with you』、2014年8月30日発売[3]、ISBN 978-4-04-729863-7
  - 『アリストクライシIV for you』、2023年2月3日発売[4]